# Radiotelevizija Slovenija
Radiotelevizija Slovenija, ofta förkortat RTV Slovenija eller RTVSLO, är det statliga public service-företaget i Slovenien. Den rättsliga grunden för företaget är Radiotelevizija Slovenija Act. Det är den enda offentliga ideella sändningsorganisationen i Slovenien som driver både radio- och tv-stationer. Lagen kräver också att den sänder radio- och tv-tjänster för landets två inhemska språkliga minoriteter, vilket den gör i samarbete med de regionala sändningscentralerna i Maribor, för den ungersktalande minoriteten och i Koper, för den italiensktalande minoriteten. Cirka 73% av RTV Slovenijas finansiering kommer från tv-licensavgifter. 
RTV Slovenijas nationella TV-nätverk kan ses över hela Slovenien och är baserade i Ljubljana. Samtliga sänds på slovenska.
- TV SLO 1: En tv-tjänst av allmänt intresse med nyhetssändningar, långfilmer, dokumentärer, pratprogram, serier, barnprogram, varietéprogram och direktsändning av viktiga nationella evenemang.
- TV SLO 2:  En mer specialiserad tjänst med program som i allmänhet riktar sig till en smalare publik, sitcoms, ett brett utbud av reklam som avbryts av direktsänd sportbevakning, men praktiskt taget inga nyheter.
- TV SLO 3: Specialiserad tjänst tillägnad att sända hela oredigerade handlingar från det slovenska parlamentet och utskotten live, den innehåller också dokumentärer, intervjuer och nyheter.